# 紫柏真可
紫柏真可（1543年—1603年），明代江蘇人，俗姓沈，法名達觀，中年後改名為真可，號紫柏老人，後世尊稱他為紫柏尊者，為明末四大高僧之一。

## 年譜
真可祖籍江蘇句容（今江蘇省句容縣），幼年時舉家遷移至江蘇吳縣太湖畔。父親名沈連，字季子。至五歲時仍不會說話，後遇到一名異僧，預言他將來將會出家，之後他才開始會說話。
十七歲時，仗劍遠遊。至蘇州閭門，因大雨，遇到虎丘僧明覺。在虎丘山寺，夜聽明覺誦八十八佛名，隔日清晨，便向明覺要求出家，出家當夜起，即靜坐到天明，一生脅不至地，修行不倒單。當時明覺想為寺院鑄造大鐘，真可即隻身至平湖，募到生鐵萬斤，成就鑄鐘一事。
真可性格剛烈，出家後，見僧人喝酒食葷，即當場喝斥：「出家兒如此，可殺也！」二十歲受具足戒後，見《華嚴經》，在武塘景德寺閉關讀書三年，之後辭別明覺，開始他行腳修頭陀行的一生。他一日行二十里，即使腳疼痛不堪，仍然以石砥腳，繼續行走。在行腳途中，因為聽到張拙〈見道偈〉而悟道。曾經在相山精研法相宗，後至北京法通寺，參學於遍融長老，依止於門下九年。
萬曆七年，真可與浙江嘉興縣知府陸光祖等人發願刊刻《大藏經》，並親自募集資金，最終於萬曆十七年正式於五台山開版，這也就是後世所知的《嘉興藏》。在他行腳所經之處，他也努力復興寺院，見到土豪地主強佔寺院時，也不避官司纏訟。自嘉興楞嚴寺始到歸宗雲居為止，一生復興了十五座寺院。
萬歷十四年，憨山德清法師寫信請他至牢山一談，兩人相會於牢山山腳即墨城中，從此成為至交。萬曆二十三年，德清被誣以「私創寺院」的罪名而入獄，遭流放嶺南。他曾說：「老憨不歸，則我出世一大負；礦稅不止，則我救世一大負；傳燈未續，則我慧命一大負」。為了營救憨山與要求朝廷停止徵收礦稅，他不停奔走在京師各界，引起當權者的注目。弟子勸他離開京師避禍，他說：「吾當斷髮，已如斷頭，今更有何頭可斷！」
萬曆三十一年，因為朝廷立儲的問題，引發第二次妖書案，真可受牽連，遭東廠逮捕，入錦衣衛，刑部官員誣定為妖書作者。真可深深感慨：「世法如此，久住為何？」，於十二月十七日辰時，沐浴端坐，數稱毗盧遮那佛而逝。
弟子依照其遺言，將他的遺體安放在北京城西郊的慈慧寺。萬曆三十二年京城大水，弟子將他的遺體移至徑山寂照庵，後又因塔進水，移至開山，肉身經十三年不壞。萬曆四十四年十一月十九日，由憨山德清舉行荼毗儀式，將他的舍利供奉於徑山文殊台，世稱紫柏塔。

## 著作
真可的著作不多，收錄於《長松茹退》、《紫柏尊者全集》及《紫柏尊者別集》之中。

## 外部連結
- 范佳玲《紫柏大師生平及其思想研究》 （页面存档备份，存于）